# Chevrolet Traverse
Chevrolet Traverse – samochód osobowy typu crossover klasy pełnowymiarowej produkowany pod amerykańską marką Chevrolet od 2008 roku. Od 2023 roku produkowana jest trzecia generacja modelu.

## Pierwsza generacja

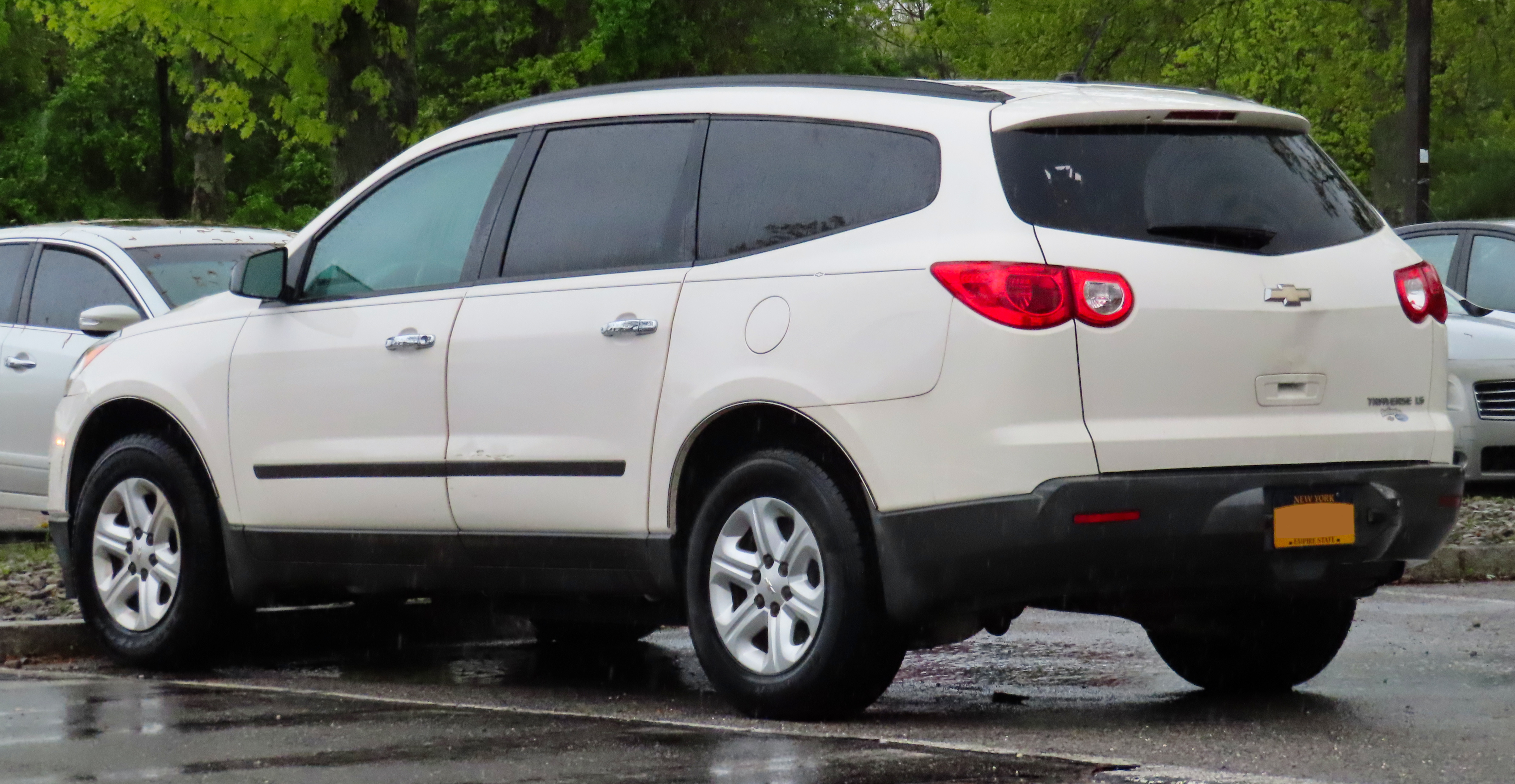
Chevrolet Traverse I - tył

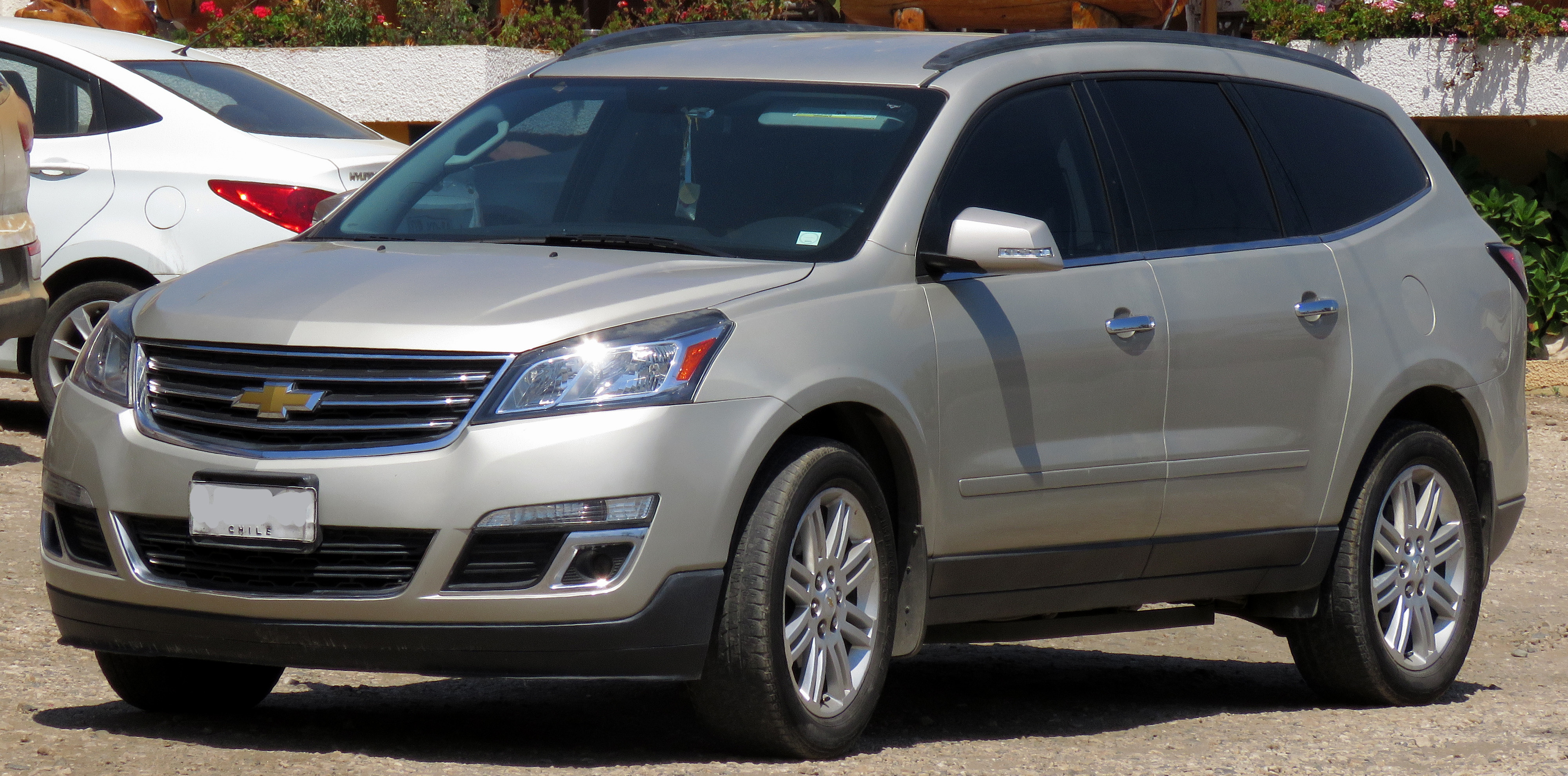
Chevrolet Traverse I po liftingu

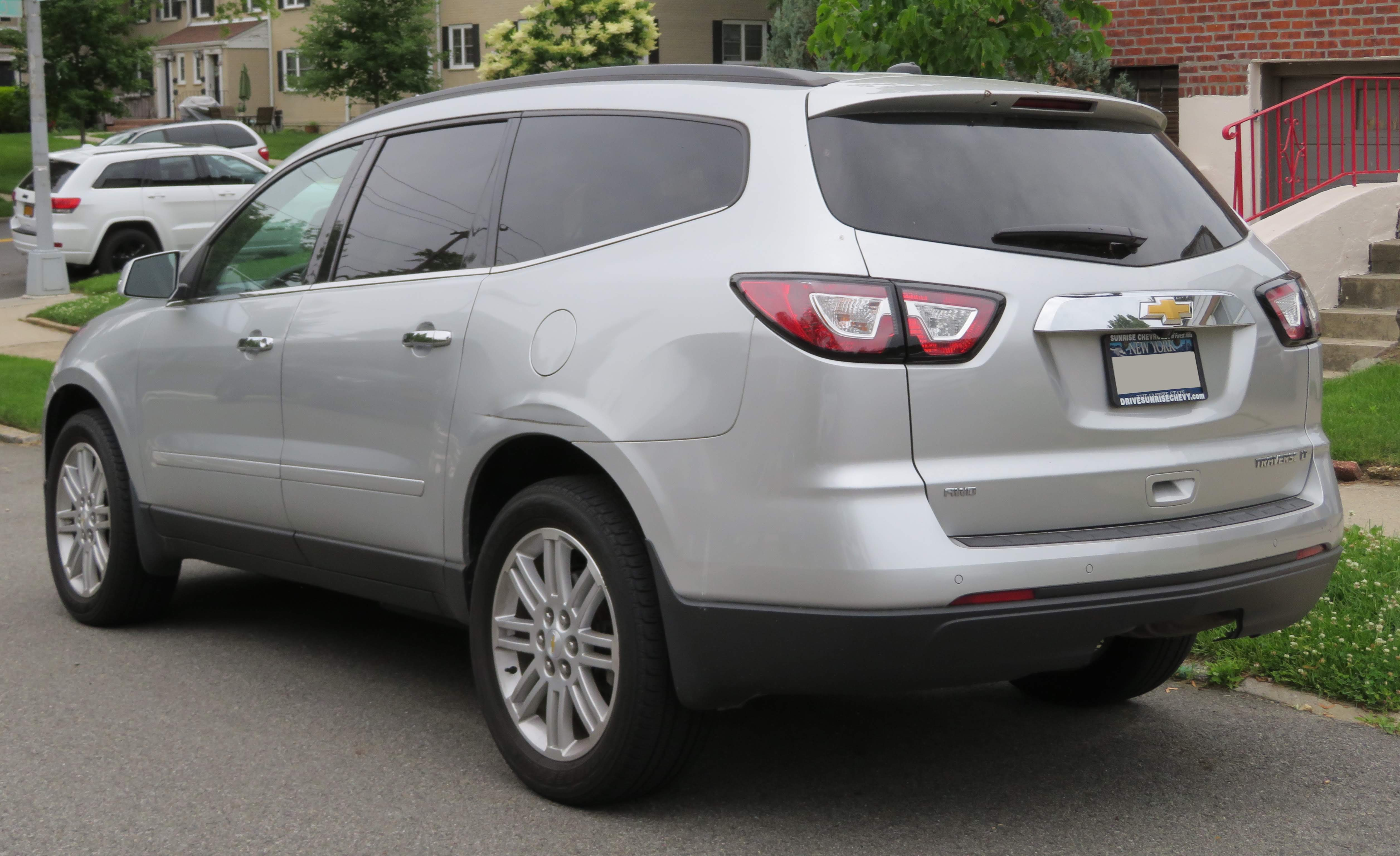
Chevrolet Traverse I - tył po liftingu

Chevrolet Traverse I został zaprezentowany po raz pierwszy w 2008 roku.
Model Traverse pojawił się w północnoamerykańskiej ofercie Chevroleta jako pełnowymiarowy crossover łączący cechy vana i SUV-a. Pojazd powstał na platformie GM Lambda, na której General Motors zbudowało także bliźniacze modele Buick Enclave, GMC Acadia czy Saturn Outlook. W dotychczasowej ofercie Chevrolet Traverse zastąpił w ofercie Chevroleta modele Uplander i TrailBlazer EXT.
Pod kątem stylistycznym pierwsza generacja Traverse wyróżniała się agresywnie, wysoko umieszczonymi reflektorami, a także dużym wlotem powietrza przedzielonym poprzeczką w koloze nadwozia z logo producenta. Podłużna, tylna część nadwozia skrywała trzeci rząd siedzeń, gdzie miejsce mogło zająć 7-8 osób.
Do napędu służy silnik V6 3.6 LLT DOHC z systemem VVT i bezpośrednim wtryskiem paliwa. 6-biegowa automatyczna skrzynia biegów przenosi napęd na przednią oś (opcjonalnie AWD). 

### Lifting
W kwietniu 2012 roku podczas wystawy New York Motor Show przedstawił Chevroleta Traverse pierwszej generacji po obszernej restylizacji. W jej ramach samochód zyskał nowy pas przedni z większymi reflektorami z ciemnymi wkładami, a także mniejsza, jednoczęściowa chromowana atrapa chłodnicy i inny zderzak. Ponadto zmienił się też wygląd tylnej części nadwozia, gdzie pojawiły się większe lampy z nowymi wkładami, a także umieszczona na klapie bagażnika tablica rejestracyjna i inaczej ukształtowany zderzak.

### Silniki
- V6 3.6l 286 KM
- V6 3.6l 292 KM

## Druga generacja

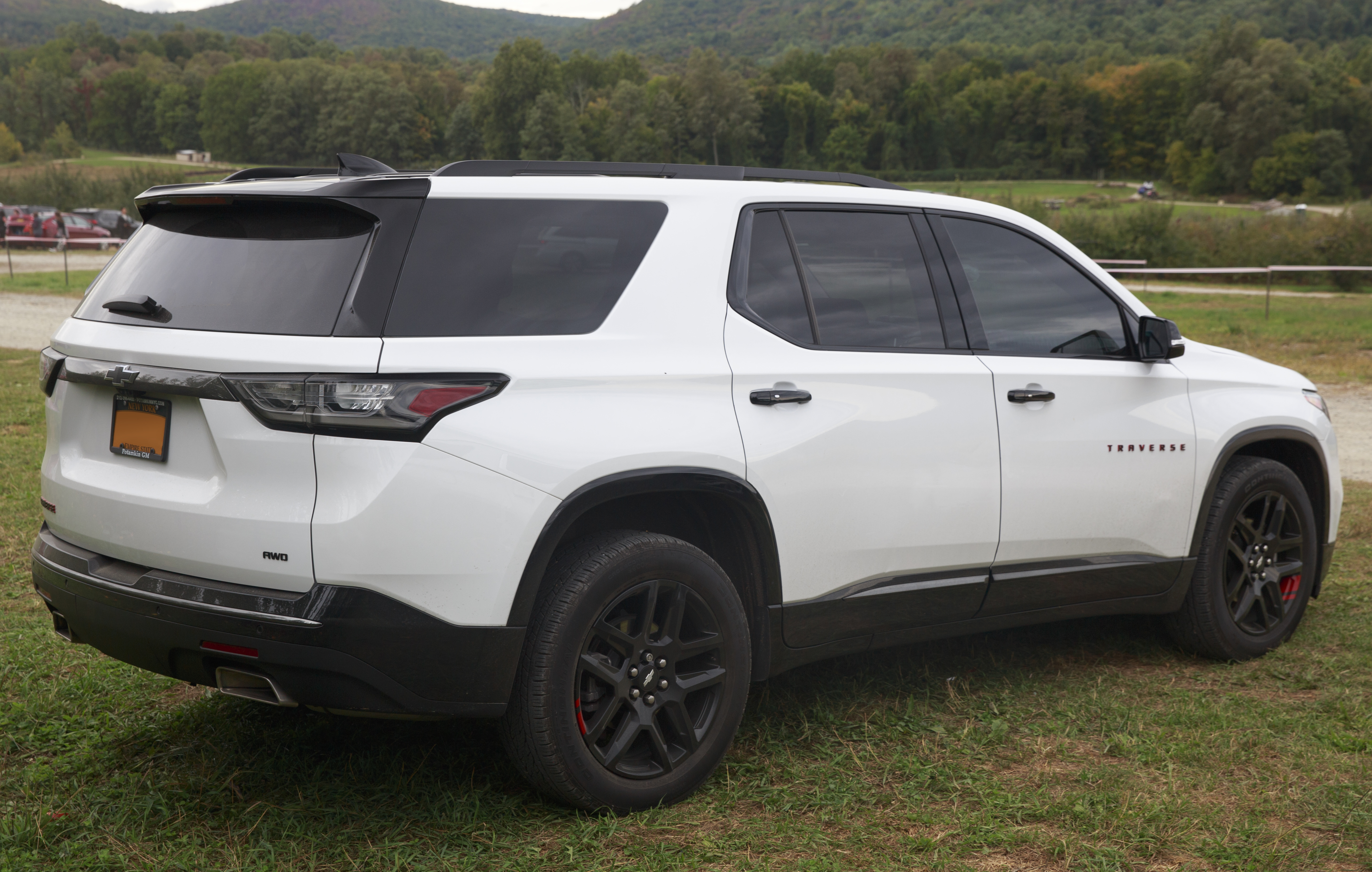
Chevrolet Traverse II - tył

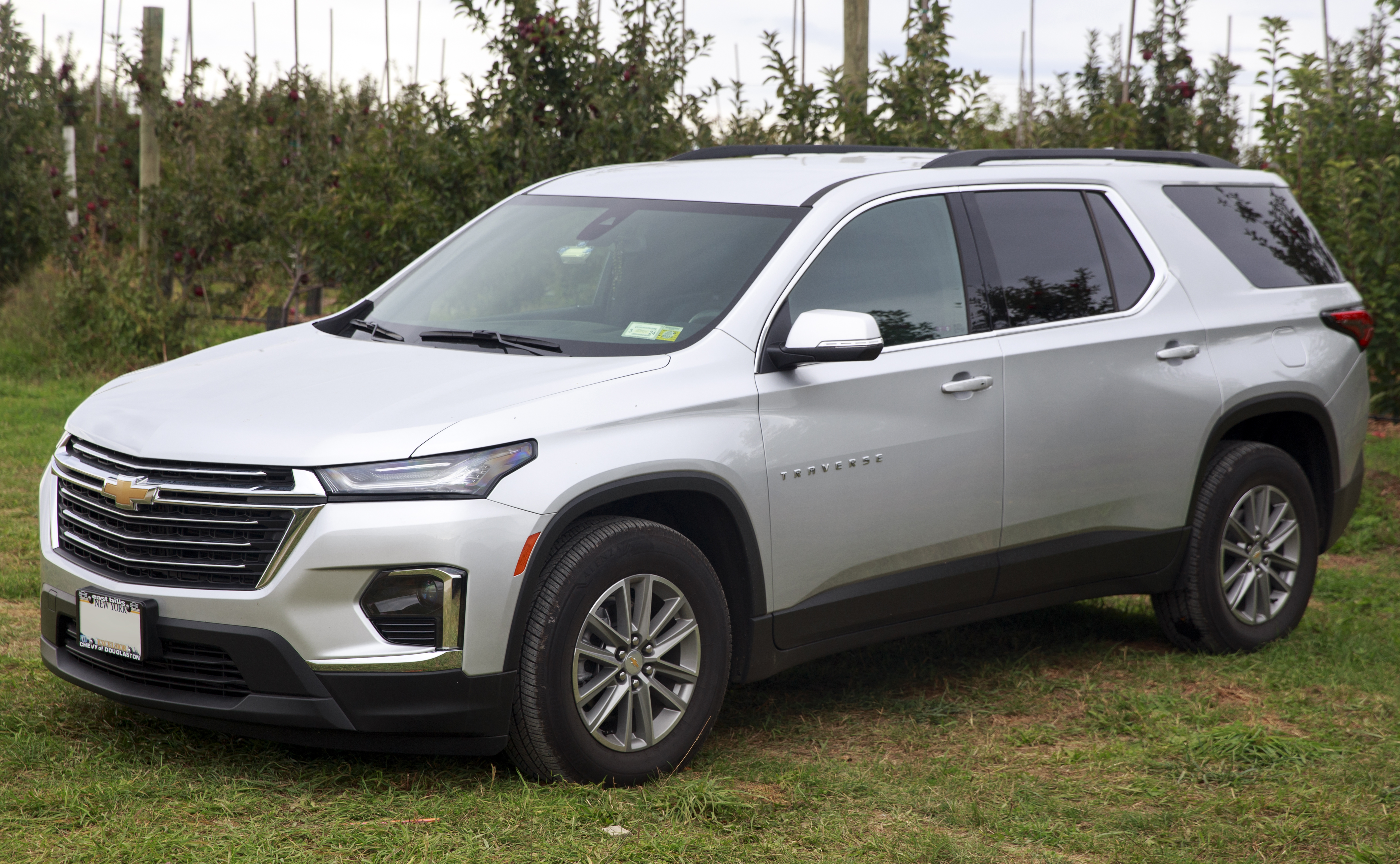
Chevrolet Traverse II RS po liftingu

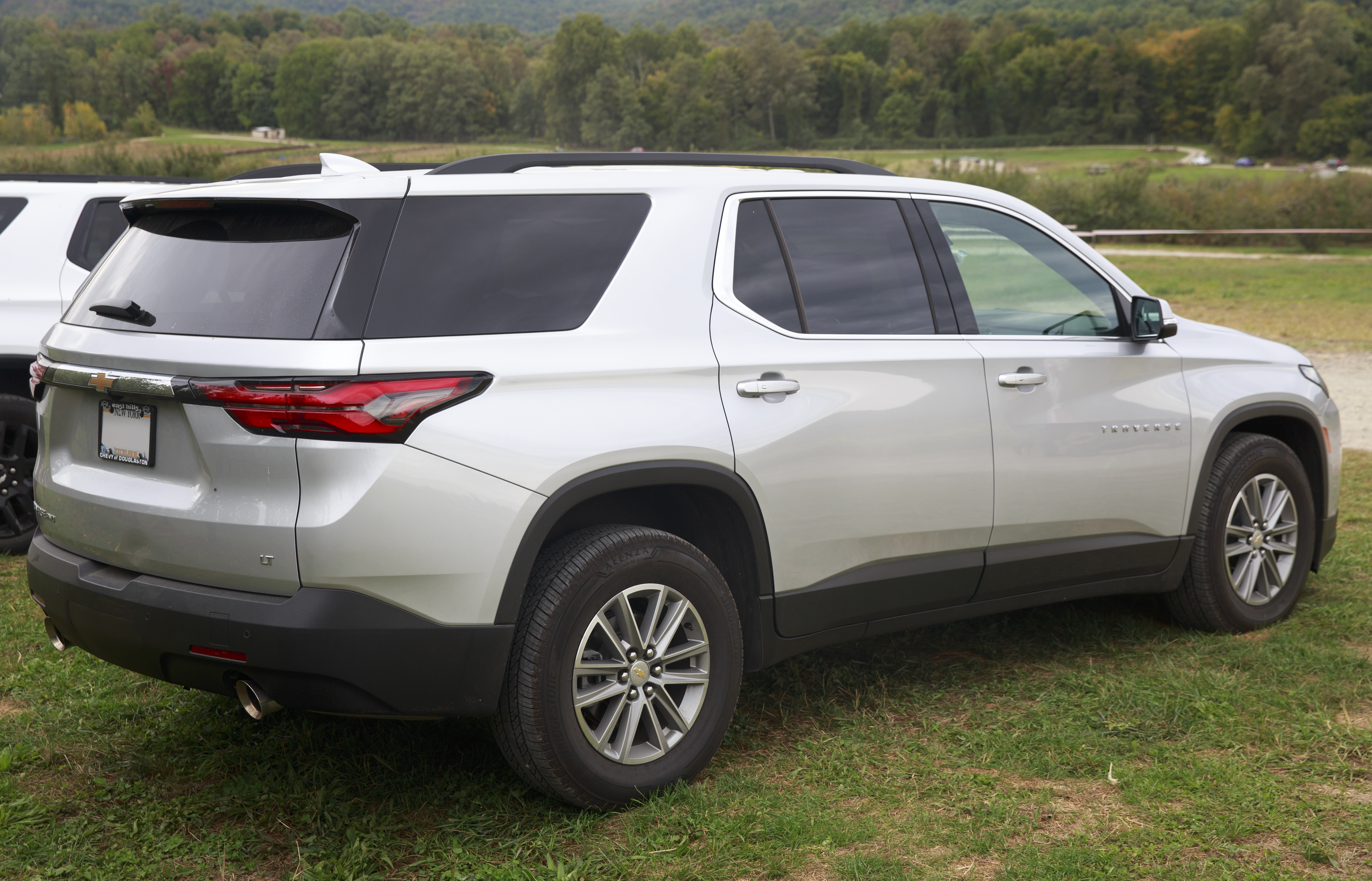
Chevrolet Traverse II RS - tył po liftingu

Chevrolet Traverse II został zaprezentowany po raz pierwszy w 2017 roku.
Druga generacja Traverse zastąpiła produkowanego 9 lat poprzednika jako zbudowany od podstaw model zbudowany według zupełnie nowej koncepcji. Samochód stał się znacznie przestronniejszy powstając na nowej platformie General Motors C1XX, na której oparto także nowe wcielenia bliźniaczych modeli Buick Enclave i GMC Acadia. Z przodu pojawiły się wąskie, strzeliste reflektory, a także duży dwuczęściowy grill. Tylną część nadwozia wieńczyły wąskie lampy połączone chromowaną poprzeczką.
Kabina pasażerska utrzymana została we wzornictwie bliskim temu, jakie zastosowano też m.in. w modelach Malibu czy Equinox. Deska rozdzielcza została pokryta dużym panelem pokrytym skórą, z kolei konsola centralna złożyła się z dwóch pionowych nawiewów i ekranem dotykowym systemu multimedialnego pomiędzy nimi. Wyposażenie Traverse'a II zostało rozbudowane m.in. o system kamer 360 stopni, system automatycznego hamowania przed przeszkodą czy porty USB przy każdym z miejsc siedzących.
Do napędu auta użyto silnika 3.6 V6 o mocy 310 KM, który współpracuje z 9-biegową automatyczną skrzynią biegów, oraz z napędem na przednie lub wszystkie koła. Do 2019 roku był również dostępny dwulitrowy motor benzynowy, dostępny tylko z napędem na przednie koła.

### Lifting
W marcu 2020 roku Chevrolet przedstawił Traverse po gruntownej modernizacji, w ramach której z przodu pojawiły się węższe reflektory wykonane w technologii LED, a także dodatkowe lampy nawiązujące formą do modeli Trailblazer i Blazer. Zmienił się też kształt atrapy chłodnicy, która zyskała bardziej regularny kształt, a także wypełnienie tylnych lamp.

### Sprzedaż
Druga generacja Traverse początkowo trafiła do sprzedaży w Ameryce Południowej i Północnej oraz na Bliskim Wschodzie na początku 2017 roku. Ponadto, we wrześniu 2019 roku pojazd po raz pierwszy trafił do sprzedaży także w Korei Południowej, gdzie przejął w tamtejszej gamie rolę dużego rodzinnego modelu dotychczas reprezentowaną przez kompaktowego minivana Orlando.

### Silniki
- R4 2.0l LTG
- V6 3.6l LFY

## Trzecia generacja

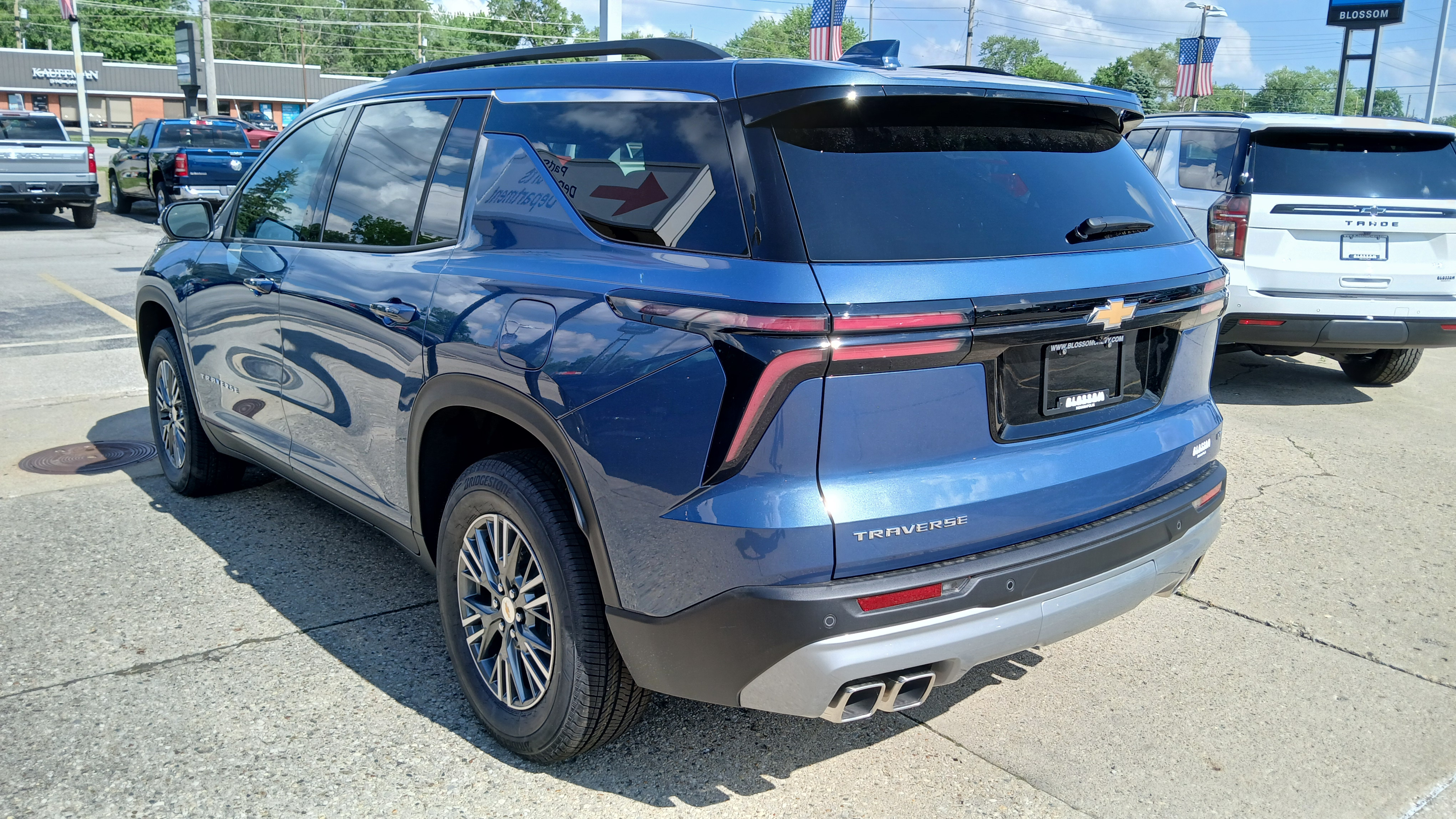
Chevrolet Traverse III - tył

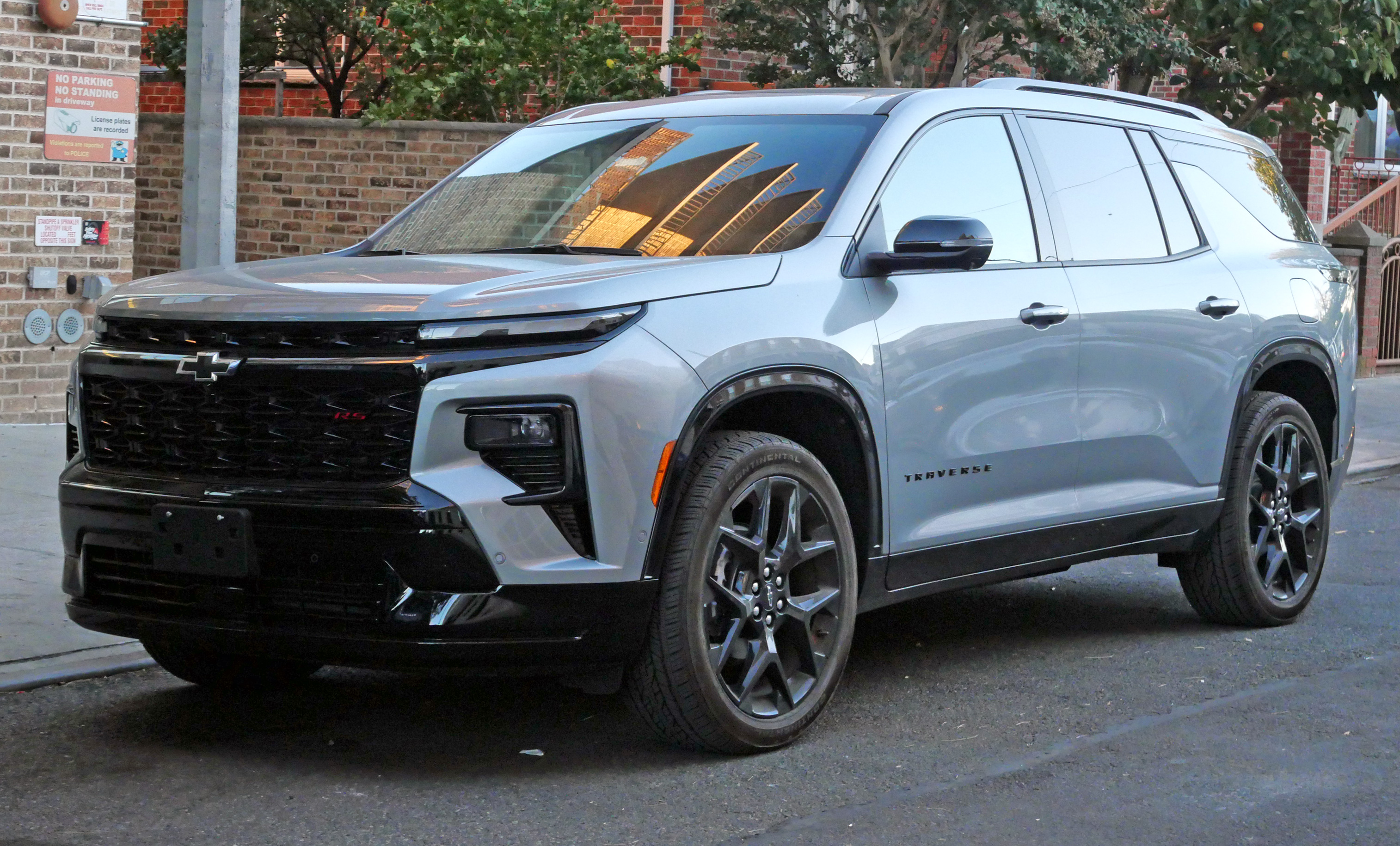
Chevrolet Traverse III RS

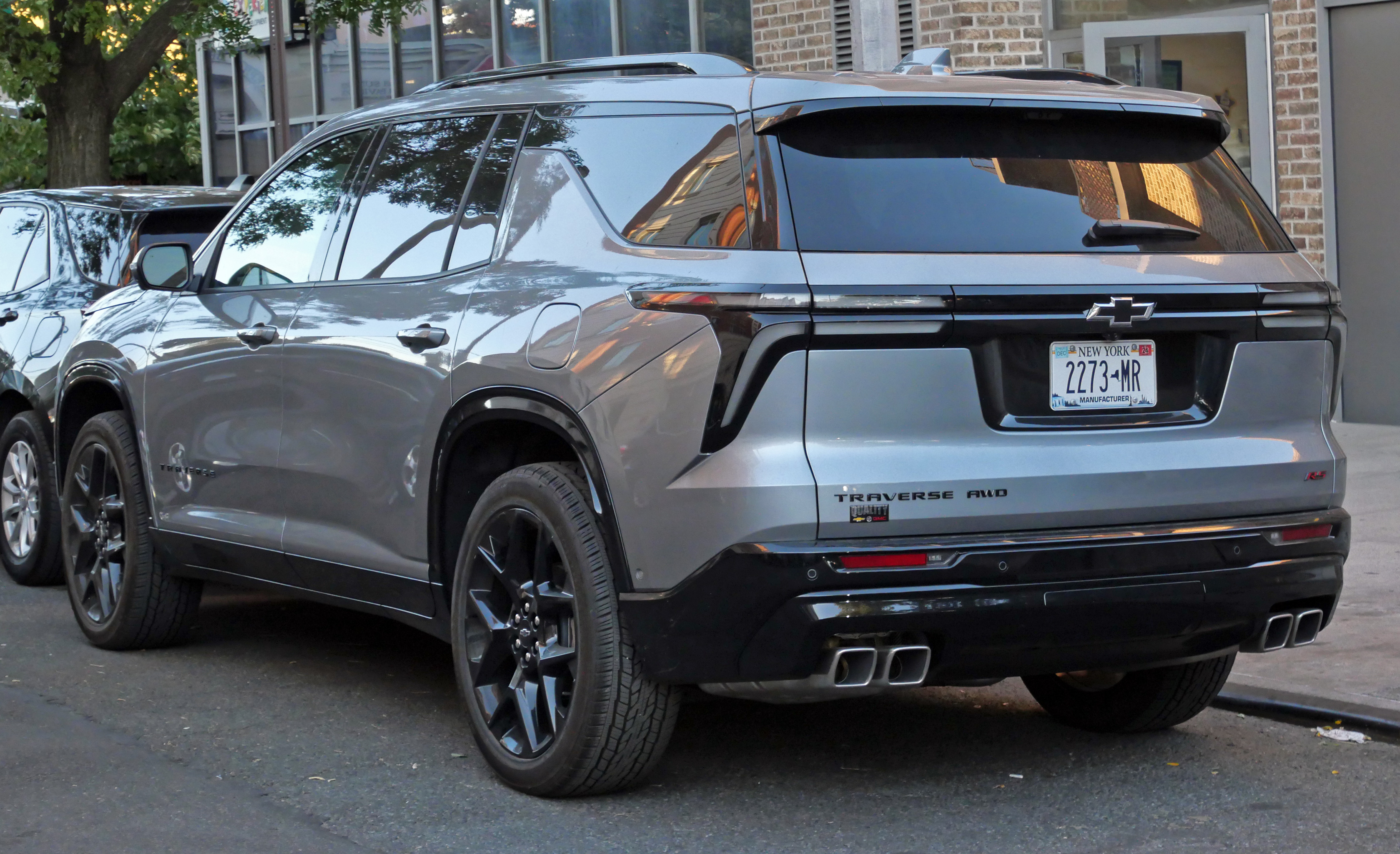
Chevrolet Traverse III RS - tył

Chevrolet Traverse III został zaprezentowany po raz pierwszy w 2023 roku.
Sześć i pół roku po rynkowym debiucie dotychczas produkowanej generacji Traverse'a, Chevrolet przedstawił zupełnie nową, kolejną generację największego crossovera w swojej ofercie. Pod kątem technicznym samochód oparty został na zmodernizowanej platformie poprzednika, C1XX-2, zachowując ten sam rozstaw osi i zbliżone proporcje nadwozia. Jednocześnie, Traverse III stał się dłuższy, szerszy oraz wyższy od dotychczasowej generacji, wyróżniając się bardziej masywnymi i kanciastymi proporcjami nadwozia.
Pas przedni zdominowała większa niż dotychczas, kanciasta atrapa chłodnicy sąsiadująca z dużym, dwurzędowym zestawem oświetlenia tworzonym przez pas diod LED przy krawędzi maski i niżej osadzony klosz reflektorów głównych pod linią poprzeczki z logo firmy. Tylnym lampom nadano charakterystyczny, trójramienny kształt, z kolei słupek C za drugim rzędem drzwi otrzymał szpiczasty, pochylony kształt dla wizualnego odróżnienia od poprzednika.
Kabina pasażerska została upodobniona do estetyki obecnej już w nowej gamie elektrycznych crossoverów Chevroleta, zyskując nisko osadzone newiewy w konsoli centralnej na rzecz zdominowania deski rodzielczej przez zespół dwóch wyswietlaczy. Pierwszy, pełniący funkcję cyfrowych wskaźników, zyskał przekątną 11 cali, a centralny ekran dotykowy - 17,7 cala. System operacyjny powstał we współpracy z Google.
Do napędu trzeciej generacji Chevroleta Traverse'a wykorzystano jeden, czterocylindrowy turbodoładowany silnik benzynowy o pojemności 2,5 litra i mocy 315 KM. Połączono go wyłącznie z 8-biegową automatyczną skrzynią biegów, przenosząc napęd na przednią lub obie osie.

### Sprzedaż
Podobnie jak poprzednik, trzecia generacja Chevroleta Traverse'a powstała głównie z myślą o wewnętrznym rynku amerykańskim. Po lipcowej prezentacji, początek regularnej produkcji w zakładach General Motors w Lansing w stanie Michigan wyznaczony został na grudzień 2023 roku.

### Silnik
- R4 2.5l 315 KM

## Sprzedaż
| Rok  | Sprzedaż (szt.) |
| ---- | --------------- |
| 2008 | 9,456           |
| 2009 | 91,074          |
| 2010 | 106,744         |
| 2011 | 107,131         |
| 2012 | 85,606          |
| 2013 | 96,467          |
| 2014 | 103,943         |
| 2015 | 119,945         |
| 2016 | 116,701         |
| 2017 | 123,506         |
| 2018 | 146,534         |
| 2019 | 147,122         |